# Arthur Hugh Garfit Alston
Arthur Hugh Garfit Alston (West Ashby, 4 settembre 1902 – Barcellona, 17 marzo 1958) è stato un botanico inglese.

## Biografia
Nacque in un piccolo villaggio del Lincolnshire, ma studiò a Oxford, conseguendo nel 1924 il baccellierato in arti. Pochi mesi dopo venne assunto come assistente all'erbario dell'Orto botanico reale di Kew. Fu quindi inviato a Ceylon (oggi Sri Lanka) per dirigere l'orto botanico di Paradeniya dal 1925 al 1930. Al suo ritorno divenne capo-assistente del British Museum, dove poté specializzarsi nello studio delle Pteridofite (felci), e in particolare delle specie appartenenti al genere Selaginella.

Compì numerosi viaggi di studio e di raccolta botanica: a Ceylon, in America centrale (dal 1930 al 1939) e in Indonesia (nel 1953-1954).

Nel 1927 era stato nominato membro della "Società linneana di Londra".

Dal 1947 al 1958 presiedette la "British Pteridological Society".
N.B. Arthur Alston, botanico inglese del '900, non va confuso con Charles Alston, botanico scozzese del '700 (1683-1760), cui è intitolato il genere "Alstonia".

## Opere
- 1931 – Pubblica un supplemento a " Flora di Ceylon" di Henry Trimen.
- 1937-1949 – Dirige la Rivista "British Fem Gazette".
- 1938 - "Kandy Flora".
- 1959 (postumo) - "Fems and Fem-allies of West Tropical Africa".

Le sue collezioni di erbari sono oggi conservate al British Museum e al Museo del Galles.

## Specie intitolate ad Arthur Alston
- Jamesonia alstonii - (Adiantaceae)
- Anthurium alstonii - (Araceae)
- Hoodia alstonii - (Asclepiadaceae)
- Emilia alstonii - (Asteraceae)
- Glochidion alstonii - (Euphorbiaceae)
- Gleichenia alstonii - (Gleicheniaceae)
- Isoetes alstonii - (Isoetaceae)
- Premna alstonii - (Lamiaceae)
- Elaphoglossum alstonii - (Lomariopsidaceae)
- Dissochaeta alstonii - (Melastomataceae)
- Ardisia alstonii - (Myrsinaceae)
- Oxalis alstonii - (Oxalidaceae)
- Garnotia alstonii - (Poaceae)
- Anacampseros alstonii - (Portulacaceae)
- Gaertnera alstonii - (Rubiaceae)